# Bolivianos, el hado propicio
Bolivianos, el Hado Propicio er Bolivias nationalsang. Musikken er komponeret af italieneren Leopoldo Benedetto Vincenti og teksten er skrevet af José Ignacio de Sanjinés, der var medunderskriver af både den bolivianske uafhængighedserklæring og Bolivias første forfatning. Sangen blev gjort til Bolivias nationalsang i 1851.

## Tekst
Bolivianos: el hado propicio

coronó nuestros votos y anhelos.

Es ya libre, ya libre este suelo,

ya cesó su servil condición.

Al estruendo marcial que ayer fuera

y al clamor de la guerra horroroso,

siguen hoy, en contraste armonioso,

dulces himnos de paz y de unión.

Siguen hoy, en contraste armonioso,

dulces himnos de paz y de unión.

De la Patria, el alto nombre,

en glorioso esplendor conservemos.

Y en sus aras de nuevo juremos:

Morir antes que esclavos vivir!

Morir antes que esclavos vivir!

Morir antes que esclavos vivir!
Loor eterno a los bravos guerreros,

cuyo heroico valor y firmeza,

conquistaron las glorias que empieza

hoy Bolivia feliz a gozar.

Que sus nombres, en mármol y en bronce,

a remotas edades transmitan, 

y en sonoros cantares repitan: 

Libertad, Libertad, Libertad!

Y en sonoros cantares repitan: 

Libertad, Libertad, Libertad!
De la Patria, el alto nombre,

en glorioso esplendor conservemos.

Y en sus aras de nuevo juremos:

Morir antes que esclavos vivir!

Morir antes que esclavos vivir!

Morir antes que esclavos vivir!
Aquí alzó la justicia su trono
 
que la vil opresión desconoce,

y en su timbre glorioso legose

libertad, libertad, libertad.
 
Esta tierra innocente y hermosa

que ha debido a Bolívar su nombre

es la patria feliz donde el hombre

goza el bien de la dicha y la paz.

Es la patria feliz donde el hombre

goza el bien de la dicha y la paz.
De la Patria, el alto nombre,

en glorioso esplendor conservemos.

Y en sus aras de nuevo juremos:

Morir antes que esclavos vivir!

Morir antes que esclavos vivir!

Morir antes que esclavos vivir!
Si extranjero poder algún día

sojuzgar a Bolivia intentare,

al destino fatal se prepare

que amenaza a soberbio invasor.

Que los hijos del grande Bolívar

hayan mil y mil veces jurado:

morir antes que ver humillado

de la Patria el augusto pendón.

Morir antes que ver humillado

de la Patria el augusto pendón.
De la Patria, el alto nombre,

en glorioso esplendor conservemos.

Y en sus aras de nuevo juremos:

Morir antes que esclavos vivir!

Morir antes que esclavos vivir!

Morir antes que esclavos vivir!

## Eksterne links
- Bolivia: Himno Nacional de Bolivia - Om Nationalsangen med information og tekst